# 247542 Ripplrónai
247542 Ripplrónai è un asteroide della fascia principale. Scoperto nel 2002, presenta un'orbita caratterizzata da un semiasse maggiore pari a 2,5817061 UA e da un'eccentricità di 0,2444849, inclinata di 3,82130° rispetto all'eclittica.